# Чудцы (деревня)
Чудцы — деревня в Самойловском сельском поселении Бокситогорского района Ленинградской области.

## Название
Происходит от слова «чудь» — летописного названия ряда племён прибалтийско-финской группы.

## История
Согласно X-ой ревизии 1857 года:

ЧУДЦЫ — деревня, принадлежит Эртель: хозяйств — 45, жителей: 88 м. п., 108 ж. п., всего 196 чел.

По земской переписи 1895 года:

ЧУДЦЫ — деревня, крестьяне бывшие Эртель: хозяйств — 40, жителей: 101 м. п., 107 ж. п., всего 208 чел.

В конце XIX — начале XX века деревня административно относилась к 1-му земскому участку 3-го стана Соминской волости Устюженского уезда Новгородской губернии.
В начале XX века близ деревни находился жальник.
«Список населённых мест Новгородской губернии» описывал деревню так:

ЧУДЦЫ — деревня Чудцовского сельского общества, число дворов — 51, число домов — 96, число жителей: 135 м. п., 150 ж. п.; Занятия жителей: лесные промыслы, церковная служба. Тихвинский почтовый тракт. Ручей и колодцы. Церковь, часовня, школа грамоты, мелочная лавка. (1910 год)

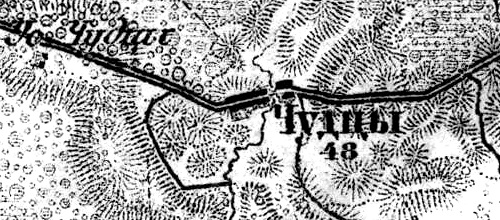
Деревня Чудцы на карте 1917 года

Согласно военно-топографической карте Новгородской губернии издания 1917 года, деревня насчитывала 48 крестьянских дворов, к западу от деревни находилась одноимённая усадьба.
С 1917 по 1927 год деревня входила в состав Советской волости Устюженского уезда Череповецкой губернии.
С 1927 года, в составе Чудецкого сельсовета Ефимовского района.
С 1928 года, в составе Заголодненского сельсовета.
По данным 1933 года деревня Чудцы входила в состав Заголодненского сельсовета Ефимовского района.
С 1952 года, в составе Самойловского сельсовета Бокситогорского района.
С 1963 года, вновь в составе Ефимовского сельсовета.
С 1965 года, вновь в составе Бокситогорского района. В 1965 году население деревни составляло 324 человека.
По данным 1966, 1973 и 1990 годов деревня Чудцы также входила в состав Самойловского сельсовета.
В 1997 году в деревне Чудцы Самойловской волости проживали 43 человека, в 2002 году — также 43 человека (русские — 98 %).
В 2007 году в деревне Чудцы Самойловского СП проживали 36 человек, в 2010 году — 35.

## География
Деревня расположена в центральной части района на автодороге А114 (Вологда — Новая Ладога).
Расстояние до административного центра поселения — 12 км.
Расстояние до ближайшей железнодорожной станции Коли на линии Волховстрой I — Вологда — 2 км. 
Деревня находится на левом берегу реки Хвоенка.

## Демография
| 1997 | 2002 | 2007 | 2010 | 2017 |
| ---- | ---- | ---- | ---- | ---- |
| 43   | →43  | ↘36  | ↘35  | →35  |

## Церковь
Деревянная церковь во имя Покрова Пресвятой Богородицы была построена в 1901 году. Закрыта в 1941 году, а затем перенесена в другое место и использовалась, как Дом культуры. Разобрана в 1999 году.